# Редже, Туллио
Туллио Редже (итал. Tullio Eugene Regge; 11 июля 1931 года, Турин — 23 октября 2014, Орбассано) — итальянский физик и математик, занимавшийся преимущественно теорией элементарных частиц.

## Биография
Туллио Редже родился 11 июля 1931 года в Турине.
До 1952 года он изучал физику в Турине.
В 1954—1956 годах он продолжал своё обучение в Рочестерском университете, в штате Нью-Йорк. Получив в США учёную степень, Редже в 1958—1959 годах работал в Институте физики Общества Макса Планка в Мюнхене, у Вернера Гейзенберга.
В начале 1960-х годов он формулирует исчисление Редже (англ.), дискретный подход к общей теории относительности. В этой области физики он работал совместно с Джоном А. Уилером (например, в области исследования чёрных дыр, в 1957 году).
С 1961 года Туллио Редже был профессором теоретической физики в Турине.
В середине 1960-х годов он работал в Принстоне, в Институте научных исследований, членом которого Редже стал в 1964 году.
В 1979 году Редже окончательно вернулся в Италию и был профессором Политехнического института в Турине.
Туллио Редже являлся также активным политическим деятелем. В 1989—1994 годах он был депутатом Европарламента от Итальянской коммунистической партии. Он также был членом Итальянского общества по исследованию паранормальных явлений (CICAP). Был постоянный автор многочисленных статей в ведущих итальянских газетах (La Stampa и др.).

## Награды и признание
Туллио Редже — член Национальной академии деи Линчеи.
Некоторые награды:
- Премия Дэнни Хайнемана в области математической физики (1964)
- премия по физике Франческо Сомаини (1967)
- Премия Эйнштейна (1979)
- медаль Дирака (1996)
- Премия Марселя Гроссмана (1997)
- Премия имени И. Я. Померанчука (2001).

## Наука
Наиболее известны работы Туллио Редже по аналитической теории S-матриц в изучении сильных взаимодействий элементарных частиц. При рассмотрении комплексного расширения пространства значений углового момента возможно обнаружить связь между массой и спином для адронных резонансов, соответствующих т. н. «полюсам Редже», которые могут быть упорядочены по «траекториям Редже» (согласно «теории Редже»). В 1960-е годы эта теория считалась возможной альтернативой квантовой теории поля. В 1980-х годах учёный занимался математическими исследованиями теории интегрального исчисления, в 1990-х годах — теорией квантовой гравитации.

## Научные публикации
- Introduction to complex angular momentum, Il Nuovo Cimento Series 10, Bd.14, 1959, S.951
- Bound states, shadow states and the Mandelstam representation, Nuovo Cimento Bd.18, 1960, S.947
- Feynman integrals, algebraic topology methods and Feynman relativistic amplitudes, в Les Houches Lectures 1964 Relativity, groups and topology.
- Feynman integrals, International Congress of Mathematicians 1970, Nizza
- S-Matrix and Feynmanintegrals в Klauder Magic without magic 1972
- Group manifold approach to unified gravity, в Stora, deWitt (изд.) Relativity, groups and topology II, Les Houches Lectures, 1984
- Vittorio deAlfaro, Regge Potential scattering, North Holland, Amsterdam 1965
- Де Альфаро, В., Редже, Т. Потенциальное рассеяние. — М., Мир, 1966. — 274 с.
- Elementary course in General Relativity, CERN 1983

### Научно-популярные работы на итальянском языке
- совместно с Примо Леви: Dialogo, Einaudi 1987
- Lettera ai giovani sulla scienza, Rizzoli, 2004
- совместно с Джулио Перуцци: Spazio, tempo e universo. Passato, presente e futuro della teoria della relatività, UTET Libreria, 2003
- L’universo senza fine. Breve storia del Tutto: passato e futuro del cosmo, Mailand, Mondadori, 1999
- Infinito, Mailand, Mondadori, 1996

### Переводы научно-популярных работ на русский язык
- Редже Т. Этюды о Вселенной. — М., Мир, 1985. — 191 с. — Тираж 100000 экз.